# پلستاین (شهرستان ویرت، ویرجینیای غربی)
پلستاین (به انگلیسی: Palestine) یک منطقهٔ مسکونی در ایالات متحده آمریکا است که در Wirt County واقع شده‌است.